# 新幹線鉄道保有機構
新幹線鉄道保有機構（しんかんせんてつどうほゆうきこう）とは、かつて存在した日本の特殊法人。1987年（昭和62年）4月1日設立、1991年（平成3年）10月1日に解散。
1987年の国鉄分割民営化において「新幹線鉄道保有機構法」に基づき、日本国有鉄道が経営していた新幹線鉄道（東北新幹線、上越新幹線、東海道新幹線及び山陽新幹線）に係る旅客鉄道事業を経営する旅客鉄道株式会社の当該事業に係る経営基盤の均衡化を図るとともに、これによりこれらの施設に係る利用者の負担の適正化を図るため、当該新幹線鉄道に係る鉄道施設を一括して保有し、旅客鉄道株式会社（東日本旅客鉄道、東海旅客鉄道及び西日本旅客鉄道、以下JR本州3社と記す）に貸し付けることを目的として設立された。
廃止後の1991年（平成3年）10月から1997年（平成9年）までは、日本国政府の鉄道整備関係の補助金の交付、及び新幹線譲渡代金からの特定財源の交付を行うため、鉄道整備基金（てつどうせいびききん）という名称の特殊法人として運営されていた。

## 事業
第二条　この法律において「新幹線鉄道」とは、次の各号に掲げる新幹線鉄道であつて、当該各号に定める区間において旅客鉄道株式会社により営業が行われるものをいう。
一　東北新幹線　　東京から盛岡まで
二　上越新幹線　　大宮から新潟まで
三　東海道新幹線　東京から新大阪まで
四　山陽新幹線　　新大阪から博多まで
第五条　機構は、新幹線鉄道に係る鉄道施設を保有する。
—新幹線鉄道保有機構法
1987年から1991年までの間、東北新幹線及び上越新幹線（現在は、東日本旅客鉄道が保有）、東海道新幹線（現在は東海旅客鉄道が保有）、山陽新幹線（現在は西日本旅客鉄道が保有）の鉄道施設を一括して保有していた。なお、当時の鉄道事業法第59条の規定により、第三種鉄道事業者とは見なされなかった。

## 廃止
当初は新幹線鉄道保有機構は30年間存続し、保有していた施設は30年後にJR本州3社へ譲渡される予定であったが、民営化後のJR本州3社の営業実績が予想以上に好調で、株式上場が視野へ入ってきたことで状況は一変する。
1990年（平成2年）に運輸省がJR株式基本問題検討懇談会を発足させ、各種の検討を重ねていったが、その中で東京証券取引所から「新幹線鉄道保有機構が収益の調整弁として恣意的に使われかねず、また30年後の譲渡条件が定まっていないなど、投資家保護上問題がある」として「新幹線は、上場前に各JR会社へ譲渡することが適当」という意見の提示があったことで、新幹線鉄道保有機構の解体は決定的となった。
日本国有鉄道清算事業団が保有していたJR本州3社の株式売却により、当該旅客鉄道株式会社の経営責任の一層の明確化と事業の運営に係る自主性の強化を図るとともに、日本国有鉄道清算事業団の債務の償還等を確実かつ円滑に実施し、もって日本国有鉄道改革法に定める日本国有鉄道の改革の進展を図るためとして「新幹線鉄道に係る鉄道施設の譲渡等に関する法律」の成立に伴い1991年9月27日にJR本州3社と新幹線施設譲渡契約を交わし、保有する施設を譲渡したことにより、1991年10月に解散した。
新幹線施設の譲渡資産総額は9兆1,767億円とされ、各社の配分はJR東日本が3兆1,070億円、JR東海が5兆957億円、JR西日本が9,741億円となっている。残存リース期間26年分のリース料合計8兆1,000億円に対して約1兆円の上積みが行われ、整備新幹線の建設財源となった。
これらの財源および権利義務は鉄道整備基金に継承されたが、1997年に鉄道整備基金と船舶整備公団を統合し運輸施設整備事業団となり、その後日本鉄道建設公団と運輸施設整備事業団を合併した独立行政法人鉄道建設・運輸施設整備支援機構に継承されている。

## 経営者からの評価
JR東日本の会長、社長を務めた松田昌士は、「JR東日本の場合、新幹線保有機構のおかげで、会社が発足して不安定な間に、固定的な金額、一定額でずーっと走れたわけです。変動しないというのは非常に経営上やりやすいので、新幹線保有機構は成功だったと思っています。」と述べ、これが松田が委員を務めた道路公団民営化における日本高速道路保有・債務返済機構の構想に繋がった。
一方で、国鉄分割民営化に際しては松田と並んで「国鉄改革三人組」の1人に数えられ、民営化後はJR東海の社長・会長を歴任した葛西敬之は、上述のような経営への介入の可能性や30年後の譲渡条件が未定である点のみならず、鉄道敷地までも（バブル期に高騰した）時価で評価してリース料算定の基準に加えたこと、新幹線の設備が自社保有でないためJR会社側では減価償却費を計上できない一方、保有機構でもリース料は全額が債務返済に充てられるため、新幹線の維持更新投資を借入金に頼らざるを得なくなることなどを挙げ、新幹線保有機構は欠陥制度であったとしている。
また、JR東海初代社長の須田寬は当機構からの請求書を見て「毎年数千億円もの請求書なのにペラ1枚の無味乾燥な請求書だ」という談話が当時の鉄道ジャーナル誌に掲載されている。

## 理事長
- 石月昭二 - 1987年4月1日 - 1990年3月31日
- 福田稔 - 1990年4月1日 -